# Москалюк, Марина Валентиновна
Мари́на Валенти́новна Москалю́к (род. 5 декабря 1960) — российский искусствовед и общественный деятель, специалист по теории искусства, русскому искусству XIX—XX веков, региональному искусству XIX—XX веков и проблемам региональной арт-критики.
Доктор искусствоведения, профессор. Член Союза художников России. Член Ассоциации искусствоведов.
В 2011—2016 годы — директор Красноярского государственного художественного музея имени В. И. Сурикова.
С 23 мая 2016 года — исполняющая обязанности, с 28 декабря 2016 года по 8 августа 2022 — ректор Красноярского государственного института искусств (с 9 ноября 2018 года — Сибирский государственный институт искусств имени Дмитрия Хворостовского).

## Биография
Родилась 5 декабря 1960 года.
Окончила фортепианное отделение Красноярского училища искусств.
В 1989 году окончила филологический факультет Уральского государственного университета имени А. М. Горького по специальности «история искусств» с присвоением квалификации «искусствовед».
В 1995 году окончила аспирантуру Уральского государственного университета имени А. М. Горького по научной специальности «изобразительное и декоративно-прикладное искусство и архитектура».
В 1995 и 2001 годах прошла обучение в Институте переподготовки и повышения квалификации МГУ имени М. В. Ломоносова.
В 1995—2003 годы — главный специалист и заместитель председателя по научно-административной работе Отделения  Отделения «Урал, Сибирь и Дальний Восток» Российской академии художеств.
В 1998 году в НИИ теории истории искусства Российской академии художеств под научным руководством кандидата искусствоведения, профессора, члена-корреспондента Российской академии художеств С. В. Голынца защитила диссертацию на соискание учёной степени кандидата искусствоведения по теме «Суриков и русское искусство начала XX века» (специальность: 17.00.04 — изобразительное и декоративно-прикладное искусство и архитектура). Официальные оппоненты — доктор искусствоведения, профессор, член Российской академии художеств А. Г. Верещагина; кандидат искусствоведения Т. Л. Карпова. Ведущая организация — Московский государственный академический художественный институт имени В. И. Сурикова.
С 2000 года — доцент кафедры искусствоведения Красноярского государственного университета.
В 2003 году присвоено учёное звание доцента.
В 2003—2009 годы — проректор по научной и творческой работе Красноярского государственного художественного института.
В 2006 году окончила докторантуру Московского государственного художественно-промышленный университета имени С. Г. Строганова и там же защитила диссертацию на соискание учёной степени доктора искусствоведения по теме «Мировоззренческие и художественные особенности творчества передвижников: религиозный аспект» (специальность: 17.00.04 — изобразительное и декоративно-прикладное искусство и архитектура). Официальные оппоненты — доктор искусствоведения, профессор М. А. Бурганова; доктор искусствоведения, профессор Г. Г. Поспелов; доктор искусствоведения, профессор И. Е. Данилова. Ведущая организация — Уральский государственный университет.
С 2008 года — профессор кафедры музыкально-художественного образования КГПУ имени В. П. Астафьева.
В 2011—2012 годы — профессор кафедры «Архитектурное проектирование» Институт архитектуры и дизайна Сибирского федерального университета.
Профессор кафедры культурологии Гуманитарного института Сибирского федерального университета.
Профессор кафедры социально-гуманитарных наук и истории искусств факультета театрального и хореографического искусств Красноярского государственного института искусств / Сибирского государственного института искусств имени Дмитрия Хворостовского.
В 2011—2016 годы — директор Красноярского государственного художественного музея имени В. И. Сурикова.
С 23 мая 2016 года — исполняющая обязанности, с 28 декабря 2016 года по 8 августа 2022 года — ректор Красноярского государственного института искусств (с 9 ноября 2018 года — Сибирский государственный институт искусств имени Дмитрия Хворостовского).
С июля 2016 года — член Совета по культуре и просвещению при Губернаторе Красноярского края.
Главный редактор ежегодника (издания) художественной жизни в Красноярском крае «Палитра».
Член редакционной коллегии журнала «Непрерывное образование в сфере культуры».
Член редакционной коллегии журнала «День и ночь».
Член редакционного совета альманаха «Енисей».
Член объединённого диссертационного совета Д 999.029.02 Сибирского федерального университета и Тувинского государственного университета.
Член диссертационного совета Д 212.005.009 при Алтайском государственном университете.
Член Экспертного совета подготовки кадров культуры Министерства культуры Красноярского края.
Член Общественного совета и Комиссии по канонизации и церковно-историческому наследию под председательством Главы Красноярской митрополии.
Член Попечительского совета Красноярского государственного художественного музея имени В. И. Сурикова.
Автор более ста пятидесяти научных статей, а также десяти монографий. Составитель буклетов и каталогов художественных выставок.
Владеет немецким языком.

## Награды
- Золотая медаль Российской академии художеств (2011)[2]
- Благодарность Федерального музея профессионального образования (2013)[2]
- Благодарность Союз художников России (2013)[2]
- Диплом Российской академии художеств (2013)[2]

## Научные труды

### Диссертации
- Москалюк М. В. Суриков и русское искусство начала XX века / автореферат диссертации на соискание ученой степени к.иск. : специальность 17.00.04. — М.: НИИ теории и истории изобразительного искусств Российской академии художеств, 1998. — 29 с.
- Москалюк М. В. Мировоззренческие и художественные особенности творчества передвижников: религиозный аспект / автореф. дис. на соиск. учен. степ. д-ра искусствоведения : специальность 17.00.04 Изобр. и декоратив.-прикладное искусство и архитектура. — М.: Моск. гос. художеств.-пром. ин-т им. С. Г. Строганова, 2006. — 44 с.

### Монографии
- Москалюк М. В. Суриков и русское искусство начала XX века / науч. ред. Г. В. Голынец; Отделение УСДВ РАХ; НИИ русской культуры УрГУ. — Екатеринбург: АСМ-офсет, 1996. — 90 с. — 999 экз.
- Москалюк М. В., Знак И. А., Ракова В. Б. Юрий Ишханов: скульптура. — Красноярск, 2000. — 48 с.
- Москалюк М. В. Симфония цвета. Живопись Анатолия Знака / Ком. по делам культуры и искусства адм. Краснояр. края, Рос. акад. худож. Отд-ние "Урал, Сибирь и Дальний Восток". — Красноярск, 2000. — 48 с.
- Москалюк М. В. Русская живопись второй половины XIX века: идеал и реальность. — Красноярск: Красноярский центр кадров культуры, 2008. — 194 с. — 200 экз. — ISBN 978-5-9733-0027-2.
- Москалюк М. В. Скульптор Юрий Ишханов. — Красноярск: изд. КАСС. — 144 с.
- Москалюк М. В. Всё, что в сердце. Художники Красноярья вчера, сегодня, завтра / авт.-сост. М. В. Москалюк. — Красноярск: Поликор, 2010. — 288 с. — (Из собраний музеев Красноярского края). — 1500 экз. — ISBN 978-5-91502-038-1.
- Москалюк М. В., Строй Л. Р. Художественная жизнь Сибири 1870-1920-х годов. — Красноярск, 2010. — 168 с.
- Волощук К. Д., Москалюк М. В. Пиктографика в художественной культуре: история и современность: монография. — Красноярск: Красноярский краевой научно-учебный центр кадров культуры, 2012. — 200 с. — 100 экз. — ISBN 978-5-9733-0044-9.
- Москалюк М. В., Серикова Т. Ю. Живопись Сибири второй половины XX - начала XXI века в контексте визуализации культуры : монография / М-во образования и науки РФ, Сиб. федерал. ун-т, Ин-т педагогики психологии и социологии. — Красноярск: Сибирский федеральный университет, 2012. — 171 с. — 100 экз. — ISBN 978-5-7638-2565-7.
- Москалюк М. В. Герман Паштов. — Красноярск: изд. КАСС, 2012. — 414 с.
- Москалюк М. В. Сибирский художник Антон Довнар : альбом-монография. — Красноярск: Класс плюс, 2013. — 119 с. — 700 экз. — ISBN 978-5-905791-12-3.

### Учебные пособия
- Москалюк М. В. Православные традиции отечественной культуры в изобразительном искусстве второй половины XIX века: учебное пособие / Краснояр. гос. ун-т; КГХИ. — Красноярск, 2004. — 125 с.
- Москалюк М. В. Русское искусство конца XIX - начала XX века: учебное пособие для студентов высших учебных заведений, обучающихся по специальности «История искусства». — Красноярск: Сибирский федеральный университет, 2012. — 256 с. — 100 экз. — ISBN 978-5-7638-2489-6.
- Дмитренко Н. О., Москалюк М. В. Личностно-ориентированное обучение в преподавании изобразительного искусства: младший, средний, старший школьный возраст. Методическое пособие для педагогов ИЗО / М-во культуры Краснояр. края, Краснояр. краев. науч.-учеб. центр кадров культуры. — Красноярск: КНУЦ, 2015. — 162 с.

### Статьи и доклады
- Москалюк М. В. Христос есть свет миру...: к трактовке евангельских сюжетов чуда в творчестве Сурикова // Суриковские чтения : научно-практическая конференция, 2003 / Краснояр. художеств. музей им. В. И. Сурикова, Краснояр. краевой краеведч. музей ; ред. А. Ф. Ефимовский, ред. Т. А. Резвых. — Красноярск: Красноярский художественный музей имени В. И. Сурикова, 2004. — С. 14-19. — 147 с. — 500 экз.
- Москалюк М. В. Предисловие // "В свете Твоем узрим свет", Всероссийская выставка современного христианского искусства (3 ; 2004 ; Красноярск). 3 выставка современного христианского искусства "В свете Твоем узрим свет": 55 художников, 250 работ : каталог / вступ. ст. М. Москалюк; сост. Н. Тригалева. — Красноярск: КГХИ, 2004. — 56 с.
- Москалюк М. В. Творчество Сурикова в русле православной традиции русской культуры // Культурное наследие народов Западной Сибири: материалы XVII Сибирского симпозиума: науч. издание. — Тобольск, 2004. — С. 461-476.
- Москалюк М. В. Специфика религиозного опыта художника: объективность, субъективность, предметность // Современное искусство Сибири как со-бытие: материалы Республиканской научной конференции «Пятые омские искусствоведческие чтения». — Омск, 2005. — С. 48-51.
- Москалюк М. В. Сюжет «Гефсиманского сада» в творчестве передвижников // Известия Уральского государственного университета. Серия: Гуманитарные науки. — 2005. — № 9 (35). — С. 90-96.
- Москалюк М. В. «Свет во тьме светит…» // Тобольск и вся Сибирь. Литературно-художественный альманах. — Красноярск: Общественный благотворительный фонд «Возрождение Тобольска», 2007. — Стб. 75-97.
- Москалюк М. В., Москалёв А. К. Инновационная деятельность в художественном вузе // Современные тенденции и проблемы развития художественного образования России: материалы конференции. — Красноярск: Краснояр. гос. худож. ин-т, 2007. — С. 17-21.
- Москалюк М. В. Суриков и национальные духовные традиции // Суриковские чтения : научно-практическая конференция, 2008 / Гл. упр. культуры адм. г. Красноярска, Краснояр. художеств. музей им. В. И. Сурикова ; ред. А. Ф. Ефимовский, Т. А. Резвых. — Красноярск: Ситалл, 2008. — С. 22-26. — 165 с. — 500 экз.
- Строй Л. В., Москалюк М. В. К вопросу становления и развития художественной критики Сибири // Современные тенденции и проблемы развития художественного образования России : материалы всероссийской научно-практической конференции, 22-23 ноября 2007 года / Краснояр. гос. худож. ин-т ; науч. ред.: А. А. Покровский, М. В. Москалюк; сост. О. А. Жуковская. — Красноярск: КГХИ, 2008. — 128 с. — 400 экз.
- Москалюк М. В. Живописные метаморфозы // Русская галерея. — 2009. — № 1-2. — С. 46-49.
- Москалюк М. В. Проблема идеального в философии и искусстве // Современное искусство в контексте глобализации: Сборник. материалов международной конференции. — СПб., 2010. — С. 23—28.
- Москалюк М. В. Нравственно-эстетический аспект художественного образования // Реализация современных подходов в подготовке учителей изобразительного искусства: материалы научно-методической конференции. — Енисейск, 2010. — С. 79—85.
- Москалюк М. В. Проблема идеального в философии и искусстве // Современное искусство в контексте глобализации: сб. материалов конференции. — СПб., 2010. — С. 23-28.
- Москалюк М. В. Нравственно-эстетический аспект художественного образования // Реализация современных подходов в подготовке учителей изобразительного искусства: материалы научно-методической конференции. — Енисейск, 2010. — С. 79-85.
- Константа русской души: сборник / докладчики: О. А. Карлова, Л. В. Гаврилова, М. В. Москалюк. — Красноярск, 2010. — 33 с. — 500 экз.
- Москалюк М. В., Серикова Т. Ю. Воспитание любви к «малой родине» средствами изобразительного искусства: заповедник «Красноярские Столбы» в творчестве Андрея Поздеева // Образование и социализация личности в современном обществе : сб. мат. науч.-практ. конф.. — Красноярск, 2011. — С. 92—97.
- Москалюк М. В. Рисунки Василия Ивановича Сурикова 1900-1910-х годов // Суриковские чтения : научно-практическая конференция, 2011 / М-во культуры Краснояр. края, Краснояр. худож. музей им. В. И. Сурикова; ред. Т. А. Резвых. — Красноярск: Класс плюс, 2012. — С. 16—20. — 251 с.
- Москалюк М. В. Мир вещей Антона Довнара // Восьмые Сибирские искусствоведческие чтения «Искусство и искусствоведение в Сибири». — 2013.
- Москалюк М. В. Современные формы популяризации фонда художественного музея // Восьмые Сибирские искусствоведческие чтения «Искусство и искусствоведение в Сибири ». — 2013.
- Москалюк М. В. Предисловие // Сибирь, мы рождены тобой! : к 80-летию Красноярского края : календарь на 2015 год / М-во культуры Краснояр. края, Краснояр. худож. музей им. В. И. Сурикова ; ред., авт. предисл.: М. В. Москалюк ; авт.-сост.: П. В. Андреева, Н. Н. Иванова. — Красноярск: Красноярский художественный музей имени В. И. Сурикова, 2014. — 55 с. — 300 экз.
- Москалюк М. В. Специфика религиозности в изобразительном искусстве // Православное искусство в современном мире : Всероссийская научно-практическая конференция, Красноярск, 2013 г / вступ. слово главы Красноярской митрополии митрополита Красноярского и Ачинского Пантелеимона. — Красноярск: Восточная Сибирь, 2014. — 277 с.
- Москалюк М. В. Библейский сюжет в становлении и творчестве художников второй половины XIX века: Поленов, Репин, Суриков // Суриковские чтения : научно-практическая конференция, 2013 / М-во культуры Краснояр. края, Краснояр. худож. музей им. В. И. Сурикова ; ред. Т. А. Резвых. — Красноярск: Поликор, 2015. — 235 с. — 300 экз.
- Москалюк М. В. Красноярские художники: война и тыл, судьба и творчество // Тобольск и вся Сибирь : альманах / Обществ. благотвор. фонд "Возрождение Тобольска" ; редсовет: Ю. С. Осипов (пред.) и др. Кн. 25 : Сибирь и Победа : в 5 томах, в 2 частях, т. 3, ч. 1 : Освобождение / сост. Ю. П. Перминов. — Тобольск: Возрождение Тобольска, 2015. — 469 с. — 500 экз. — ISBN 978-5-98178-084-4.
- Москалюк М. В. Традиционное искусство в современных процессах Красноярска: плюсы и минусы // Новая арт-критика на берегах Енисея : монография / М-во образования и науки Рос. Федерации, Сиб. федерал. ун-т, Рос. науч.-образоват. культурологическое о-во (Краснояр. фил.) ; науч. ред.: Н. П. Копцева. — Красноярск: СФУ, 2015. — 338 с. — (Путь в будущее: Сибирь глазами ученых). — 100 экз. — ISBN 978-5-7638-2660-9.
- Москалюк М. В. Красноярские художники: война и тыл, судьба и творчество... // Культура и искусство Сибири: всероссийская научно-практическая конференция: сборник. — Красноярск: Красноярский художественный музей имени В. И. Сурикова, 2016. — 319 с. — 300 экз.

## Альбомы и каталоги
- III отчетная выставка творческих мастерских Академии художеств России : каталог / Академия художеств России. Выставка творческих мастерских (3 ; 1994 ; Красноярск) ; сост. кат. : И. Знак, М. Москалюк, Н. Щербакова; фото : Попков С.. — Красноярск: Тип. АО "КРАЗ", 1994. — 6 с.
- Москалюк М. В. Борис Ряузов. Живопись : альбом. — Красноярск: Платина, 1999. — 128 с.
- Отделение Урал, Сибирь, Дальний Восток в Красноярске: альбом / сост. Герман Паштов ; авт. вступ. ст. Маргарита Хабарова; Рос. акад. художеств. — Красноярск: КаСС, 2008. — 159 с. — 500 экз. — ISBN 978-5-98576-022-4.
- Небо становится ближе : V Всероссийская выставка современного христианского искусства : каталог / Краснояр. регион. отд. ВТОО "Союз художников России" ; сост.: А. А. Антонова, Л. В. Дадыко ; куратор выставки: Марина Москалюк. — Красноярск: Союз художников России, 2011. — 28 с.
- Поздняя русская икона : каталог : из собрания Красноярского художественного музея имени В. И. Сурикова / М-во культуры Краснояр. края ; авт. текста, сост.: А. А. Абисова ; отв. за вып.: М. В. Москалюк. — Красноярск: Класс плюс, 2013. — 131 с. — 500 экз. — ISBN 978-5-905791-08-6.
- Пейзаж русской школы второй половины XIX - начала XX века : из собрания Красноярского художественного музея имени В. И. Сурикова: каталог / М-во культуры Краснояр. края ; авт. текста и сост.: Е. В. Мутовина ; отв. за вып.: М. В. Москалюк ; фот.: А. В. Ежкин, В. А. Сковородников. — Красноярск: Класс плюс, 2014. — 95 с. — 1000 экз. — ISBN 978-5-905791-23-9.
- Великая Сибирь. Вехи истории: альбом-каталог / Гос. ист. музей, Краснояр. худож. музей им. В. И. Сурикова ; отв. ред.: М. В. Москалюк ; авт.-сост.: Т. А. Резвых. — Красноярск: Класс плюс, 2014. — 175 с. — 500 экз. — ISBN 978-5-905791-31-4.
- Поклонимся великим тем годам: альбом - каталог выставки, посвященной 70-летию Победы в Великой Отечественной войне 1941-1945 г.г.. — Красноярск: OOO «Полихром», 2015.
- Ряузов Б. Я. Фронтовой путь: художественный альбом / сост. М. В. Москалюк. — Красноярск: Поликор, 2015. — 167 с. — (Из собраний музеев Красноярского края). — 1500 экз. — ISBN 978-5-91502-097-8.
- Картина с сильным характером : к 125-летию картины В. И. Сурикова "Взятие снежного городка" : альбом-каталог / М. В. Москалюк, А. В. Кистова, Н. Н. Пименова и др.; Краснояр. худож. музей им. В. И. Сурикова. — Красноярск: Поликор, 2016. — 79 с. — 500 экз. — ISBN 978-5-91502-105-0.